# Самборская швейная фабрика
Самборская швейная фабрика - предприятие лёгкой промышленности в городе Самбор Львовской области Украины.

## История
Швейная фабрика в городе Самбор была построена в соответствии с чётвёртым пятилетним планом восстановления и развития народного хозяйства СССР и введена в эксплуатацию в 1946 году.
Изначально это было небольшое предприятие, однако в 1960 - 1961 гг. она была реконструирована. На фабрике установили четыре конвейерные поточные линии по пошиву одежды, после чего количество работников превысило тысячу человек, уровень механизации работ достиг 76,8%, а продуктивность труда в сравнении с уровнем 1950 года выросла вдвое.
С 1963 года специализацией фабрики стал выпуск одежды из хлопчатобумажных тканей, а также спецодежды для торговых организаций.
В целом, в советское время швейная фабрика входила в число ведущих предприятий города, на фабрике действовала заводская библиотека.
После провозглашения независимости Украины государственное предприятие было преобразовано в закрытое акционерное общество, позднее реорганизовано в общество с ограниченной ответственностью.

## Деятельность
Основной продукцией предприятия являются штаны, куртки и полукомбинезоны.